# Vaskning av champagne
Vaskning är ett påstått beteende att beställa en flaska champagne på krogen, och hälla ut den i vasken, istället för att dricka den. Vaskning har antagligen uppkommit som "en reaktion på att champagnesprutande blivit förbjudet på många krogar" och det går till så att vaskaren beställer två flaskor champagne och ber bartendern hälla ut den ena i vasken.

## Bakgrund
2007 införde krogar i Båstad förbud mot att spruta champagne och 2010 följde Visby efter, med hänvisning till att champagnesprutande inte är förenligt med alkohollagens krav på god ordning. Förbudet har lett till att vissa istället vaskar champagne, medan andra valt att köpa dyrare champagne. Enligt Marie Söderqvist, vd i analysföretaget United Minds och författare till boken Status – vägen till lycka, är vaskning inte bara en protest mot förbudet att spruta champagne: "Man ger fingret åt allt – förbud, global rättvisa, rädda planeten och jämlikhet."

## Spridning
Fenomenet har fått mycket medial uppmärksamhet, men det är oklart hur mycket vaskning som egentligen sker. I en enkät bland krögare i Båstad, Stockholm och Visby säger en bartender att de får "ungefär en seriös vaskningsförfrågan per kväll", medan vissa menar att det är en myt.
Vaskning har skrivits om i tidningar som Aftonbladet, Filter, Dagens Nyheter och Nöjesguiden samt varit temat för en musikvideo från Sveriges Televisions Kakan och Julia.
Varianter på fenomenet sägs ha ägt rum i begränsad omfattning, exempelvis så kallad "hamburger-dumpning", vilket innebär att man beställer flera tiotal hamburgare på snabbmatsställen men slänger alla utom en i soptunnan. 

## Traskning
Traskning innebär att man går in på en krog, beställer en flaska champagne, och sedan lämnar stället (traskar) utan att röra flaskan. Beteendet ska ha uppkommit som en vidareutveckling av vaskning. 
Såväl begreppet traskning som föregångaren vaskning är omtvistade. Många krögare säger sig aldrig ha varit med om något av beteendena.